# Hugues II de Bassigny
Hugues II de Bassigny (v. 852 - † v. 914) fut comte de Bassigny. Certainement fils de Gosselin Ier de Bassigny.

## Biographie
Le Chanoine Chaume, historien et directeur du Grand séminaire de Dijon, le rapproche au comte Hugonis, dont il est fait mention dans une charte de Saint-Bénigne de Dijon en l'an 881. Si cela est exact, il y est mentionné avec trois de ses fils : Hugonis, Jotselini, Aremberti.

## Descendance
Quatre fils lui sont connus :
- Hugues III, comte de Bassigny ainsi que de Bolenois probablement par mariage ;
- Gosselin II, évêque de Langres  de 922 - 931 ? ;
- Arembert, vicomte de Lassois ;
- Otbert, prévôt du Chapitre de la cathédrale Saint-Mammès de Langres, et archidiacre durant plus de 25 ans[3].